# Paitoon Smuthranond
Paitoon Smuthranond (taj.ไพฑูรย์ สมุทรานนท์; ur. 1 lipca 1931. zm. 10 lipca 2017) – tajski strzelec, olimpijczyk. 
Brał udział w igrzyskach olimpijskich w 1964 (Tokio). Wystąpił wówczas w konkurencji pistoletu dowolnego z odl. 50 metrów, w której zajął 39. miejsce (na 52 strzelców). 

## Wyniki olimpijskie
| Igrzyska | Konkurencja            | Wynik                           | Miejsce    | Źródło |
| -------- | ---------------------- | ------------------------------- | ---------- | ------ |
| IO 1964  | Pistolet dowolny, 50 m | 518 punktów (89-86-88-86-88-81) | 39 (na 52) | [ 1 ]  |